# Iglesia de Blimea

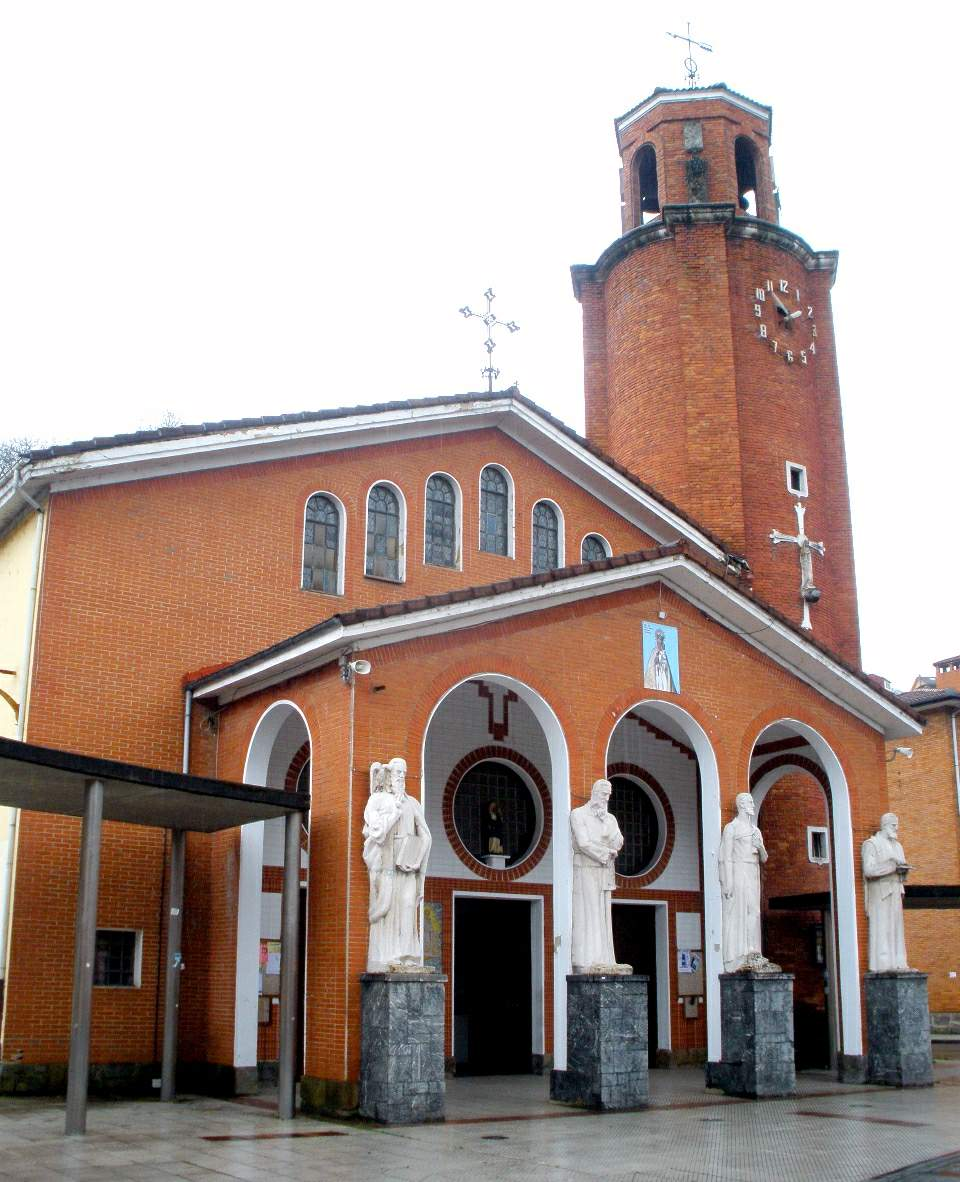
Actual iglesia de Santa María.

La Iglesia de Blimea, está consagrada a Santa María de las Nieves, también conocida como Nuestra señora de las Nieves.

## Historia
En el solar actual se encontraba un templo del siglo XVI que fue incendiado en el año 1936 durante la Guerra Civil Española. Tras ser rescatada la talla de la virgen María, y dada la necesidad de un nuevo lugar de culto, al final de la guerra se decide construir sobre el solar un nuevo templo en estilo historicista. En 1956 se termina su construcción y se inaugura, aunque es bendecido ya en el año 1940.

## Elementos arquitectónicos
La edificación en ladrillo visto incluye la nave central, con una única torre de campanario y un edificio anexo como "Casa del Sacerdote" que cuenta con un jardín. Destaca de su exterior la torre, y las columnas del soportal delantero con las estatuas de los cuatro evangelistas con sus respectivos símbolos.
En el interior, aparte de las tallas, destacan los arcos ojivales o apuntados que recorren la nave con grandes dimensiones.

## Tallas destacadas

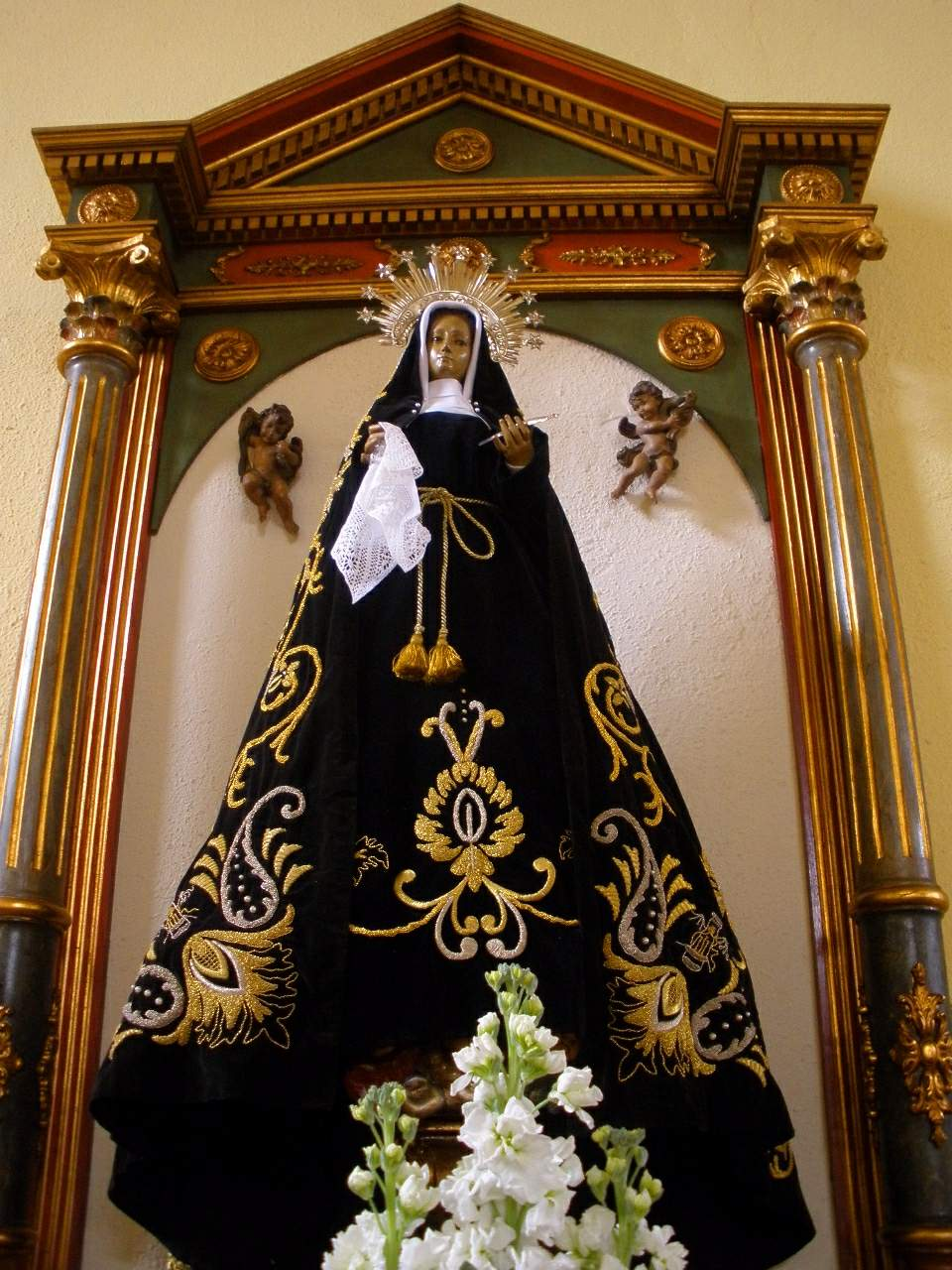
Talla de Nuestra Señora de las Nieves del

- Talla del Cristo de la Misericordia y de la Paz
- Imagen de Nuestra Señora de las Nieves del siglo XVII[2]